# Little Maplestead
Little Maplestead är en by och en civil parish i Braintree i Essex i England. Orten har 294 invånare (2001). Den har en kyrka.